# Gritli Schaad
Gritli Schaad, née en 1922 et morte en juin 2004, est une skieuse alpine suisse.

## Palmarès

### Championnats du monde
| Épreuve / Édition      | Descente | Slalom | Combiné |
| ---------------------- | -------- | ------ | ------- |
| Mondiaux 1939 Zakopane | 5e       | Argent | Argent  |